# Municipio de Rheas Mill
El municipio de Rheas Mill (en inglés: Rheas Mill Township) es un municipio ubicado en el condado de Washington en el estado estadounidense de Arkansas. En el año 2010 tenía una población de 569 habitantes y una densidad poblacional de 13,4 personas por km².

## Geografía
El municipio de Rheas Mill se encuentra ubicado en las coordenadas 36°1′00″N 94°24′7″O / 36.01667, -94.40194. Según la Oficina del Censo de los Estados Unidos, el municipio tiene una superficie total de 42.46 km², de la cual 41.91 km² corresponden a tierra firme y (1.29%) 0.55 km² es agua.

## Demografía
Según el censo de 2010, había 569 personas residiendo en el municipio de Rheas Mill. La densidad de población era de 13,4 hab./km². De los 569 habitantes, el municipio de Rheas Mill estaba compuesto por el 87.17% blancos, el 0.35% eran afroamericanos, el 0.88% eran amerindios, el 5.1% eran asiáticos, el 0.18% eran isleños del Pacífico, el 2.64% eran de otras razas y el 3.69% pertenecían a dos o más razas. Del total de la población el 4.92% eran hispanos o latinos de cualquier raza.